# Actinote demonica
Actinote demonica är en fjärilsart som beskrevs av Carl Heinrich Hopffer 1874. Actinote demonica ingår i släktet Actinote och familjen praktfjärilar. Inga underarter finns listade i Catalogue of Life.